# David Resnick
David Resnick (hebreo: דוד רזניק 5 de agosto de 1924-4 de noviembre de 2012) fue un arquitecto y urbanista israelí que nació en Brasil cuyos premios incluyen el Premio Israel de arquitectura y el Premio Rechter. Resnick, cuyo nombre a veces se escribe en inglés como "Reznik" o "Reznick," es el exdirector de la Asociación de arquitectos de Israel, y es conocido como uno de los "arquitectos modernos más famosos" de Israel.